# 佐藤治彦
佐藤 治彦（さとう はるひこ、1961年4月23日 - ）は、日本の経済評論家。コメンテーター、劇作家、演出家、タレント、俳優。かつて日本ペンクラブ所属、TBSスパークルコミュニケーションビジネス本部キャスター室所属。音楽鑑賞と海外旅行を趣味とする。

## 来歴
東京都杉並区出身で、高千穂幼稚園、大阪府堺市立新金岡小学校、板橋区立桜川小学校、練馬区立大泉学園小学校、早稲田中学校、練馬区立大泉学園中学校、東京都立富士高等学校普通科それぞれを経て慶應義塾大学商学部を卒業し、東京大学社会情報研究所教育部を修了する。
大学を卒業してJPモルガンとチェースマンハッタン銀行で為替デリバティブを担当するする。
退職して金融業界誌で記者となるも、外務省が短期ボランティアを募集した湾岸戦争プロジェクトに応募し、国連難民高等弁務官事務所、ジュネーブ、イラク、トルコで活動する。難民を撮影した写真が国連のカレンダーとクリスマスカードに採用され、NHKステラ大賞と朝日新聞主催写真コンクールで入選した。
経営コンサルタント会社を退職し、個人コンサルティング業、経済評論家やコメンテーター、経済や旅行関連執筆など活動する。
1999年頃から2011年まで小劇場でタレント、演出家、劇作家として活動する。2003年にソロ演劇プロジェクト「Hプロジェクト」として自宅の仕事部屋で、朗読劇『お話の部屋スペシャル』と自身で脚本した芝居劇『ウラゴコロ』（2004年）を上演した。2006年に演劇ユニット「経済とH」を主宰して10回公演した。

## 出演

### ラジオ
- 佐藤治彦の得するラジオ（TBSラジオ）
- 佐藤治彦のモーニングリポート (NACK5)

### テレビドラマ
- アナザヘヴン eclipse（2000年、テレビ朝日）第1話
- 火曜ドラマゴールド 働く女のミステリー 第1弾「バカラ 疑惑のIT株長者に賭けた女」（2006年、日本テレビ放送網）

### 映画
- 深い河（1995年）男B 役[9]
- アナザヘヴン（2000年）大学教授 役
- 模倣犯（2002年）一枝 役

### 舞台
- 赤ずきんの森の狼の物語（1999年）[3]
- 拙者ムニエル「裏拙者マニア」（2003年）[3]
- 宇宙レコード「Haha〜Hanzoumon」（2003年）[3]
- オッホ「タイポグラフィの異常な愛情」（2005年）[3]
- 蜜「くだけよぜベイベ」（2005年）[3]
- 宇宙レコード「マルレ」（2005年）[3]
- 鴎座「ハムレット／マシーン」（2006年）[3]
- SHOW-GO produce「エンディングノート」（2006年）[3]

### CM
- 国民年金基金連合会[1]
- 郵政事業庁、簡易保険[1]

## 制作

### テレビ番組
- アッコにおまかせ!（TBSテレビ）ブレーン[1]

### 舞台
- Hプロジェクト「ウラゴコロ」（2004年）脚本[8]

## 出版

### 著書
- 大元気生活 得するお金の使い方編（1995年、スターツ出版）
- 大元気生活 ラクにお金を貯める編（1995年、スターツ出版）
- コンビニの雑学 知っててよかった（1997年、オーエス出版）
- あなたの生命保険をリストラしよう（1997年、オーエス出版）
- 価格のしくみと原価の秘密 知らないとソンをする“平成価格大研究"（1998年、日本文芸社）
- 貯蓄、保険、税金、仕事、住宅のちゃっかりネタ 貧困生活脱出マニュアル 佐藤治彦のお金の本 生活・お金編（1999年、主婦の友社）
- 買物・旅行・娯楽・暮らしのちゃっかりネタ 貧困生活脱出マニュアル 佐藤治彦のお金の本 ショッピング・レジャー編（1999年、主婦の友社）
- 生命保険のここをトコトン見直しなさい（1999年、オーエス出版）
- お金で困らない人生のための最新・金融商品五つ星ガイド（2001年、講談社〈講談社文庫〉）
- 図解早わかり!「日本経済新聞」の読み方（2004年、三笠書房）
- 日経新聞を「早読み」する技術（2011年、PHP研究所〈PHPビジネス新書 181〉）
- ガイドブックにぜったい載らない海外パック旅行の選び方・歩き方（2012年、アスペクト）
- 年収300万〜700万円普通の人が老後まで安心して暮らすためのお金の話（2013年、扶桑社）
- お金をかけずに海外パックツアーをもっと楽しむ本（2015年、PHP研究所〈PHP文庫〉）
- ガイドブックにぜったい載らない海外パック旅行の選び方・歩き方 さらに超役立ち旅テク編（2015年、アスペクト）
- 本当にお値打ちな海外パックツアーの選び方・楽しみ方（2016年、扶桑社）
- 普通の人が、ケチケチしなくても毎年100万円貯まる59のこと（2016年、扶桑社）
- 若いサラリーマンが知っておきたいお金の教科書（2018年、大和書房）
- お金が増える不思議なお金の話（2018年、方丈社）
- しあわせとお金の距離について（2019年、晶文社）

### 共著
- テリー伊藤・佐藤治彦『ええじゃないか! テリー&ハリーの日本再生計画―うなだれた日本人への活力注入指令』 オーエス出版、1999年。
- 島田雅彦・佐藤治彦『アジア自由旅行』 小学館〈Sabra books〉、2001年。
- 弘兼憲史・佐藤治彦『知識ゼロからの為替相場入門』幻冬舎、2009年。

### 編集
- 賢い失業生活お金の知恵（2003年、日本文芸社）
- 使い捨て店長（2008年、洋泉社〈新書y〉）

### 監修
- トクをする外資系金融商品がわかる本（1998年、主婦と生活社）
- 給料を130%生かすお金絶対の法則 金融崩壊の時代をカシコく生き抜く最強マニュアル(1998年、青春出版社〈Seishun books〉)
- 頭のいい失業生活の知恵 退職から再就職、独立まで、元気が出る失業生活ガイド（1999年、日本文芸社）
- 頭のいい失業生活の知恵 最新版 退職から、再就職、独立まで、元気が出る失業生活ガイド（2003年、日本文芸社）